# Herbert K. Schulz
Herbert K. Schulz (* 9. August 1926 in Heydekrug, Ostpreußen; † 27. November 1985 in West-Berlin) war ein deutscher Film- und Fernsehregisseur auf dem Gebiet des Puppentrickfilms. Er gilt als Vater des West-Sandmännchens.

## Leben und Wirken
Herbert K. Schulz diente während des Zweiten Weltkriegs in der Wehrmacht und kam in US-amerikanische Kriegsgefangenschaft.  Nach seiner Entlassung absolvierte er in Sangerhausen eine Ausbildung zum Möbeltischler. Zudem war er Requisiteur am Jungen Ensemble Weimar.
Als Puppenführer und Regieassistent begann Schulz 1953 am DEFA-Studio für populärwissenschaftliche Filme in Potsdam  zu arbeiten. Unter der Regie von Johannes Hempel wirkte er an einigen frühen DDR-Puppentrickfilmen mit, darunter Die Streichholzballade (1953) und Till Eulenspiegel und der Bäcker von Braunschweig (1954). 
1955 wechselte Schulz an das neugegründete DEFA-Studio für Trickfilme in Dresden. Sein erstes, eigenes Regieprojekt Ausgang erlaubt (1955), eine Satire auf das Verhalten US-amerikanischer Soldaten in der Bundesrepublik, wurde aus Qualitätsgründen nicht zugelassen. Sein nachfolgendes Projekt Der kleine Häwelmann (1956), eine Kombination aus Puppentrick- und Realfilm, nach Theodor Storms gleichnamiger Novelle realisierte er in Co-Regie mit Rolf Cichon. Es folgten vier weitere Regiearbeiten am Studio, ehe Schulz trotz weiterer Projekte in der Planungsphase die DEFA 1958 verließ.
Schulz blieb dem Animationsfilm auch nach der DEFA-Zeit treu: Er drehte animierte Produktwerbungen für die DEWAG und war für den Deutschen Fernsehfunk in Berlin-Adlershof tätig. 1960 reiste Schulz aus der DDR aus und ließ sich in West-Berlin nieder. 
Anfang 1961 gründete er mit der Fernseh-Film-Produktion cinetrick seine eigene Produktionsfirma für Animationsfilme. Im Auftrag des NDR entwickelte er eine Sandmännchen-Figur, die erstmals im Oktober 1962 im Fernsehen zu sehen war und in den folgenden Jahren rund 1500 Gutenachtgeschichten erzählte. Herbert K. Schulz produzierte mit seiner Firma auch Beiträge für die Sesamstraße sowie Werbespots und technische Trickfilme. 1974 war Schulz Mitbegründer und Vorsitzender eines Deutschen Trickfilmverbands e.V.
Herbert K. Schulz starb 1985 im Alter von 59 Jahren. Er war mit der Sängerin und Animatorin Rosemarie Küssner (1921–1994) verheiratet.

## Filmografie
- 1953: Die Streichholzballade (Animation)
- 1954: Till Eulenspiegel und der Bäcker von Braunschweig (Animation)
- 1955: Das vergessene Püppchen (Animation)
- 1955: Ausgang erlaubt (Regie, nicht zugelassen)
- 1956: Der kleine Häwelmann (Co-Regie mit Rolf Cichon)
- 1956: Des Kaisers neue Kleider (Regie)
- 1957: Das Zauberfass (Regie)
- 1958: Der Wunderdoktor (Regie)
- 1958: Der Wunderbogen (Regie)